# Ко сам ја (филм)
Ко сам ја? (енгл. Who am I: No System is Safe) је немачки техно-трилер из 2004. године. Радња филма смештена је у Немачкој, где група хакера стреми ка глобалној слави. Филм је снимљен у Берлину и Ростоку. Због своје теме и појединих елемената, често га пореде са филмом Борилачки клуб и серијом Господин Робот.

## Радња
Бењамин Енгел, хакер из Берлина, седи у соби за испитивање. Он захтева од надлежног полицајца да испитивање обави Хана Линдберг, шефица Сајбер одсека Европола. Бењамин говори Хани да има информације везане за FRI3NDS, хакерску групу од четири члана која је повезана са руском сајбер мафијом, али и са MRX-ом, злогласним хакером који је познат на Даркнету. Немајући избора и желећи да прикупи информације, Хана пристаје да га саслуша. 
Бењамин започиње причу говорећи како је он попут суперхероја и у везу са тим доводи да попут већине суперхероја ни он нема породицу. Оца никада није упознао јер га је напустио када је био мали, а мајка је извршила самоубиство када је имао 8 година. Принуђен је да живи сам са болесном баком. Сматра „невидљивост” за своју супер моћ јер га током школовања људи нису примећивали из разлога што је био повучен и асоцијалан. Сам је научио да програмира и први систем је хаковао са 14 година. Интернет му је врста уточишта будући да се у стварном животу осећао као губитник. Проводећи већину свог времена на Даркнету, упознаје свог идола MRX-a, који је тамо познат по томе што може да хакује било који систем. 
Будући да није имао средстава за школовање, радио је као достављач брзе хране да би имао довољно да плати рачуне. Његов први већи подухват одиграо се једне вечери када је, достављајући пицу, срео своју љубав из школе, Марију. Марија је имала проблема са испитима и он одлучује да хакује систем факултета који је она похађала, украде испитна питања и на тај начин јој помогне и испадне „суперхерој”. Међутим, човек који ради за обезбеђење га је видео и ухапсио, али пошто није имао отворен досије, био је приморан на друштвено корисни рад као казну.
Док је радио на чишћењу улица, упознаје Макса, колегу хакера који је његова сушта супротност: харизматичан, дрзак и самоуверен, касније упознаје Бењамина са својим друговима Стефаном и Паулом. Макс му објашњава да је концепт социјалног инжењеринга највећи облик хаковања. Њих четворица оснивају групу под називом „Кловнови вам се смеју” (енгл. 'Clowns Laughing at You'), скраћено CLAY, а Бењаминову кућу користе као своју канцеларију пошто је Бењамин био приморан да баку смести у старачки дом услед Алцхајмерове болести. Полако изазивају општи хаос у Берлину својим подвалама и постају познати на друштвеним мрежама. Чувени хакер, MRX, који им је узор, им се све време руга и потцењује њихов рад. Ово изазива бес у њима, и спремају се на највећи подухват на који се ниједан хакер никада није усудио - хаковање система BND (нем. Bundesnachrichtendienst, енгл. Federal Intelligence Service). 
Претурајући по подацима фирме и слањем мејлова запосленима, успевају да хакују унутрашње сервере и штампаче како би на њима штампали свој лого „No System is Safe” и на тај начин импресионирају свог узора. Након овог подухвата одлазе у клуб да прославе и Бењамин ту види Макса како се љуби са Маријом. Бесан, одлази кући и одбија да пусти своје другове да уђу да разговарају са њим. Тајно контактира MRX-a нудећи му базу података са приватних сервера, коју је украо док су били у згради BND, што импресионира MRX-a. Остатак групе сутрадан долази код Бењамина који је још увек бесан на Макса и ту се њихова расправа заврши тучом. Паул, гледајући телевизију, види да је један од чланова групе FRI3NDS, Криптон, убијен. Бењамин признаје друговима да је дао податке MRX-у. Будући да је Криптон убијен, испоставља се да је његово име било повезано са базом података и тиме се открива да је он заправо све време тајни агент који ради са Ханом на разоткривању идентитета MRX-a и FRI3NDS-a, a Бењаминова група CLAY сада бива окарактерисана као терористичка група због хаковања ових информација. 
Желећи да спере кривицу за убиство Криптона са своје групе, Бењамин контактира MRX-a, који их условљава да провале у Европолову базу података у замену за његов идентитет, дајући им алат неопходан за хаковање. Након растављања хард дискова у киселини да би обрисали податке, путују у седиште Европола у Хагу, покушавајући да уђу унутра иако је улазак немогућ. Приликом посматрања зграде, Бењамин види групу студената од којих једном испада визит карта на земљу. Бењамин успева да приступи згради заварајући стражара уз помоћ визит карте посетиоца, и унутра поставља уређај за хаковање. Хакује унутрашње системе Европола и даје MRX-у код којим би његова IP адреса била видљива када затражи приступ систему. Пошто је предвидео да би могло да дође до овакве обмане од стране Бењамина, MRX фотографише Бењамина преко веб-камере, откривајући његов идентитет. Бењамин је након овога приморан да побегне пошто га налази група руских мафијаша. 
Бењамин им измиче у метроу и потом се враћа у хотел у ком је одседао са остатком групе и проналази их мртве. Није имао другог избора него да се преда Хани, јер је знао да би га у супротном FRI3NDS убили исто као што су урадили и његовим колегама. Хана је суспендована због свог неуспеха у разоткривању MRX-a и FRI3NDS-a. Очајнички желећи да их ухвати, она прихвата да уведе Бењамина у програм заштите сведока у замену за помоћ при њиховом хватању. Бењамин се пријављује на Даркнет као MRX и шири лажи о томе како је он цинкарош, присиљавајући га да се несигурним методама пријави на Даркнет чиме MRX бива разоткривен као 19-огодишњи дечак из Њујорка, и у року од неколико минута ФБИ га хапси у једном кафићу. 
Након што је пристала да уведе Бењамина у програм заштите сведока, Хана примећује рану на његовом длану, и то исту рану коју је имао и Макс када се убоо ексером, што јој је лично Бењамин испричао. Хана полако склапа делове све приче и схвата да су Макс, Стефан и Паул заправо измишљени ликови. Одлази у посету лекару Бењаминове мајке и сазнаје да је она извршила самоубиство јер је имала поремећај вишеструке личности који је наследан, и постоји могућност да је исти случај са Бењамином и да је све заправо био плод његове маште. Повезујући делове приче, Хана долази до закључка да је све провале извршио сам Бењамин, а да је у хотел где су му другови убијени подметнуо бакине метке из Другог светског рата како би изгледало као да су убијени, док је он међутим, замишљао три лика. Проблем у целој ситуацији настаје јер се особама са менталним поремећајима било које врсте не може пружити програм заштите сведока, стога Хана наговара Бењамина да промени свој идентитет и из сажаљења га пушта под условом да престане да се бави хаковањем. 
Последња и најважнија сцена филма одиграва се на трајекту на ком Бењамин, сада плаве косе, стоји сам и посматра море. Убрзо му се придружују Марија, Макс, Стефан и Паул. Бењамин овде наводи како је извео највеће хаковање социјалног инжењеринга, заправо управљајући Ханиним мозгом на начин ког није ни свесна. Прича се расплиће и приказују се кључне сцене од тренутка када је MRX ухватио Бењамина па до самог краја филма. Заправо, када је Бењамин дошао у хотел, његови другови нису били мртви већ им је наредио да беже пошто је разоткривен, међутим они одбијају да оду без њега. Марија их посећује и потврђује да људе са менталним болестима није могуће убацити у програм заштите сведока и ту кују план да Бењамин намерно исприча Хани причу са рупама у себи, знајући да ће их она приметити и да ће се, између осталог, сажалити на његов живот и ментално стање у ком се налази. Бењамин никада није променио идентитет, већ га је само избрисао. На конференцији за штампу везаној за пораз MRX-a и FRI3NDS-a, Хана схвата Бењаминову обману али не жели њега да јури јер је већ добила оно што је све време хтела, што је такође Бењамин предвидео да ће се догодити. 

## Улоге
| Глумац             | Улога          |
| ------------------ | -------------- |
| Том Шилинг         | Бењамин Енгел  |
| Елијас М'Барек     | Макс           |
| Хана Херцшпрунг    | Марија         |
| Вотан Вилке Муринг | Стефан         |
| Антоан Монот       | Паул           |
| Трине Дирхолм      | Хана Линдберг  |
| Стефан Кампвирт    | Мартин Бомер   |
| Леонард Каров      | MRX            |
| Лена Дури          | BKA истражитељ |